# Склад злочину
Склад кримінального правопорушення — сукупність об'єктивних та суб'єктивних ознак, що дозволяють кваліфікувати суспільно-небезпечне діяння як конкретне кримінальне правопорушення. Кожний склад кримінального правопорушення обов'язково складається з наступних елементів:
- Об'єкт кримінального правопорушення, має ознаки:
  - суспільні відносини (власне об'єкт кримінального правопорушення);
  - предмет кримінального правопорушення;
  - потерпілий від кримінального правопорушення.
- Об'єктивна сторона кримінального правопорушення, має ознаки:
  - суспільно небезпечне діяння;
  - злочинні наслідки;
  - причиновий зв'язок між діянням і наслідками, що настали;
  - місце;
  - час;
  - спосіб;
  - обстановка;
  - знаряддя;
  - засоби вчинення кримінального правопорушення.
- Суб'єкт кримінального правопорушення, має ознаки:
  - фізична особа;
  - осудність;
  - вік кримінальної відповідальності;
  - ознаки спеціального суб'єкта.
- Суб'єктивна сторона кримінального правопорушення, має ознаки:
  - вина;
  - мотив;
  - мета;
  - емоційний стан.

Відсутність хоча б одного з цих елементів свідчить про відсутність у діянні особи складу кримінального правопорушення, що виключає кримінальну відповідальність особи.

## Типи ознак кримінального правопорушення
Всі ознаки складу кримінального правопорушення поділяють на дві великі групи:
- обов'язкові — необхідні ознаки складу кримінального правопорушення, притаманні всім без винятку кримінальним правопорушенням:
  - суспільні відносини, що охороняються кримінальним законом (об'єкт кримінального правопорушення);
  - суспільно небезпечне діяння (дія або бездіяльність);
  - ознаки загального суб'єкта кримінального правопорушення (фізична особа, осудність, вік, з якого настає кримінальна відповідальність);
  - вина (умисел або необережність);
- факультативні (необов'язкові) — ознаки, властиві не всім, а тільки деяким складам кримінальних правопорушень:
  - предмет кримінального правопорушення та потерпілий від кримінального правопорушення;
  - злочинні наслідки, причиновий зв'язок між діянням і наслідками, що настали, місце, час, спосіб, обстановка, знаряддя та засоби вчинення кримінального правопорушення;
  - ознаки спеціального суб'єкта (службове становище, фах, родинні зв'язки тощо);
  - мотив, мета або емоційний стан.

Якщо факультативні ознаки безпосередньо вказані у кримінальному законі чи випливають з його змісту, вони є обов'язковими для цього складу кримінального правопорушення та мають бути встановленні та доведеними.

## Функції складу кримінального правопорушення
Визначений склад кримінального правопорушення виконує низку важливих функцій:
- Фундаментальну — полягає в тому, що склад кримінального правопорушення є єдиною, законною, достатньою та необхідною підставою кримінальної відповідальності. Єдиною підставою тому, що інших підстав не існує. Законною підставою, тому що його ознаки наведені тільки в законі й ніде більше. Достатньою тому, що встановлення складу кримінального правопорушення є тим необхідним мінімумом і максимумом, який вимагається для притягнення до кримінальної відповідальності. Необхідною підставою, тому що склад кримінального правопорушення є необхідною умовою кримінальної відповідальності.
- Процесуальну — виключно склад кримінального правопорушення визначає межі кримінального розслідування, оскільки головним завданням будь-якого розслідування є встановлення та доказування того, що в діях винного наявний склад конкретного кримінального правопорушення.
- Розмежувальну — за допомогою складу кримінального правопорушення розмежовується протиправна поведінка від не протиправної (з погляду Кримінального кодексу України), один склад кримінального правопорушення - від іншого.
- Гарантійну — точне встановлення складу кримінального правопорушення є гарантією дотримання законності та прав і свобод людини та громадянина.

## Матеріальний та формальний склад кримінального правопорушення
Поширеним є поділення кримінальних правопорушень за конструкцією на кримінальні правопорушення з матеріальним та кримінальні правопорушення з формальним складом.
Матеріальний склад кримінального правопорушення — склад кримінального правопорушення, об'єктивна сторона якого передбачає настання суспільно небезпечних наслідків як її обов'язкову ознаку. Наприклад, крадіжка (стаття 185 ККУ), грабіж (стаття 186 ККУ).
Формальний склад кримінального правопорушення — склад кримінального правопорушення, для наявності об'єктивної сторони якого необов'язкове настання суспільно небезпечних наслідків для кваліфікації кримінального правопорушення. Наприклад, одержання неправомірної вигоди , шпигунство (стаття 114 ККУ), вимагання (стаття 189 ККУ). 
- Іноді в літературі поряд з матеріальним і формальним складом виділяється так званий усічений склад кримінального правопорушення. Кримінальним правопорушенням з усіченим складом називається кримінальне правопорушення, в якому момент закінчення пов'язується з учиненням діяння, яке за своїм змістом є попередньою протиправною діяльністю (готування або замах). Наприклад, бандитизм (готування) або розбій (замах). Виділення усіченого складу, а так само належність до нього складів окремих кримінальних правопорушень є дискусійним, але в будь-якому випадку усічений склад, якщо виділяється, визнається різновидом формального[2][3]

## Поняття і значення складу кримінального правопорушення
Склад кримінального правопорушення - це історично сформоване поняття, сформульоване для позначення суми ознак, що вказують на те, що вчинене діяння є протиправним і караним. За часів свого виникнення, це поняття мало виключно прикладний (процесуальний) характер. Воно означало наявність об'єктивних ознак протиправного діяння на місці злочину, сукупність речових доказів злочину та було підставою для початку розшуку винного у скоєному. Розвиток кримінально-правової доктрини породив думку, що склад злочину - це конструкція, системоутворюючі елементи і ознаки кримінального правопорушення.
Відповідно до сучасних вітчизняних законодавчих умов, є доцільним визначити склад кримінального правопорушення як сукупність об'єктивних і суб'єктивних елементів та ознак, що характеризують суспільно небезпечне діяння як кримінальне правопорушення.
Значення складу кримінального правопорушення полягає  в тому, що він необхідний для обґрунтованої кваліфікації діяння як злочину і притягнення винної особи до кримінальної відповідальності.
Склад кримінального правопорушення містить мінімум ознак, необхідних і достатніх для віднесення суспільно небезпечного діяння до числа кримінальних правопорушень, тому з'являється можливість встановлення більш точної відповідності між самим діянням і його характеристикою у відповідній статті Особливої частини КК.
Склад кримінального правопорушення являє собою абстрактну теоретичну конструкцію і включає чотири елементи: два об'єктивних (об'єкт, об'єктивну сторону) і два суб'єктивних (суб'єкт, суб'єктивну сторону). Кожен елемент включає певний набір ознак: обов'язкових і факультативних для кваліфікації діяння як кримінального правопорушення.
Об'єкт - це охоронювані кримінальним кодексом суспільні відносини, інтереси, невіддільні від людини блага, цінності, які страждають або можуть постраждати в результаті вчинення суспільно небезпечного діяння
Обов'язкові ознаки об'єкта: володіння цінністю для суспільства і людини.
Наприклад, об’єктом при вбивстві є життя особи, при викраденні майна – власність, при хуліганстві – громадський порядок.
Суб'єкт - це фізична осудна особа, яка досягла до моменту вчинення суспільно небезпечного діяння, визначеного кримінальним кодексом віку і винна в його вчиненні.
Обов'язкові ознаки суб'єкта:
- Приналежність до числа фізичних осіб (громадянин України, особа без громадянства, іноземець).

- Осудність (це психічний стан особи, що полягає в її здатності за станом психічного здоров’я усвідомлювати свої дії (бездіяльність) і керувати ними).

- Досягнення визначеного законом віку для притягнення до кримінальної відповідальності (загальний вік з 16 років; зменшений – з 14 років; підвищений, наприклад, відповідальність суддя буде нести тільки з 30 років, адже, щоб стати суддею потрібно досягнути 30-ти років (частина перша статті 69 Закону України "Про судоустрій і статус суддів").

Згідно статті 2 ККУ діяння, яке містить всі ознаки складу кримінального правопорушення, є єдиною юридичною підставою кримінальної відповідальності. Відсутність в діянні складу кримінального правопорушення є підставою для відмови в порушенні та припиненні кримінальної справи.